# Prix Hugo du meilleur jeu vidéo ou œuvre interactive
Le prix Hugo du meilleur jeu vidéo ou œuvre interactive (Hugo Award for Best Game or Interactive Work) est un prix littéraire et vidéoludique américain décerné par les membres de la World Science Fiction Society. Après une première sélection de jeux honorée en 2021, la catégorie de prix est pérennisée à partir de 2024.
Le prix récompense les œuvres vidéoludiques ou interactives de science-fiction ou de fantasy publiées pendant l'année calendaire précédente. L'actuel tenant du titre est le jeu Baldur's Gate III.

## Historique
Dès 2006, une tentative a lieu d'ajouter une nouvelle catégorie destinée aux jeux vidéo au sein du palmarès du prix Hugo, pour reconnaître l'importance du média dans le genre de la science-fiction. Le comité ne reçoit cependant pas suffisamment de nominations d'œuvres pour pouvoir organiser la sélection.
En 2021, l'organisation du prix Hugo décide pour la première fois de décerner un prix du meilleur jeu vidéo, après que les confinements liés à la pandémie de Covid-19 ont popularisé la pratique des jeux vidéo. Cette nouvelle catégorie de prix n'a alors pas vocation à être renouvelée l'année suivante ; le comité d'organisation prévoit de se concerter pour décider si une telle catégorie doit être pérennisée. C'est finalement en 2024 que la catégorie de prix est créée de manière permanente.

## Palmarès

### 2021
- Hades développé et publié par Supergiant Games[5]
  - Animal Crossing: New Horizons développé et publié par Nintendo[6]
  - Blaseball (en) développé et publié par The Game Band[6]
  - Final Fantasy VII Remake développé et publié par Square Enix[6]
  - The Last of Us Part II développé par Naughty Dog et publié par Sony Interactive Entertainment[6]
  - Spiritfarer développé et publié par Thunder Lotus Games[6]

### 2024
- Baldur's Gate III développé et publié par Larian Studios[2]
  - Alan Wake 2 développé par Remedy Entertainment et publié par Epic Games[2]
  - Chants of Sennaar développé par Rundisc et publié par Focus Entertainment[7]
  - Dredge développé par Black Salt Games et publié par Team17[7]
  - The Legend of Zelda: Tears of the Kingdom développé et publié par Nintendo[2]
  - Star Wars Jedi: Survivor développé par Respawn Entertainment et publié par Electronic Arts[2]

### 2025
Caves of Qud par Brian Bucklew et Jason Grinblat (contribution par Nick DeCapua, Corey Frang, Craig Hamilton, Autumn McDonell, Bastia Rosen, Caelyn Sandel, Samuel Wilson (Freehold Games) ; conception sonore A Shell in the Pit ; publié par Kitfox Games (en)
- 1000xRESIST (en) développé par Sunset Visitor, publié par Fellow Traveller
- Dragon Age: The Veilguard publié par BioWare
- The Legend of Zelda: Echoes of Wisdom publié par Nintendo
- Lorelei and the Laser Eyes publié par Simogo
- Tactical Breach Wizards (en) développé par Suspicious Developments